# 道の駅ハピネスふくえ
道の駅ハピネスふくえ（みちのえき ハピネスふくえ）は、山口県萩市大字福井下にある山口県道11号萩篠生線の道の駅である。

## 施設
- 駐車場
  - 普通車：40台（電気自動車用充電スタンドあり）
  - 大型車：3台
  - 身障者用：2台
- トイレ
  - 男：大 2器、小 3器
  - 女：4器
  - 身障者用：1器
- 公衆電話：2台
- レストラン（8:30 - 19:00（3 - 11月）、8:30 - 18:00（12 - 2月））
- 売店（8:30 - 19:00（3 - 11月）、8:30 - 18:00（12 - 2月））
- 休憩施設
- 情報コーナー
- 乳幼児用施設：ベビーベッド
- 西村不可止による絵画

## 休館日
- 毎週月曜日

## アクセス
- 山口県道11号萩篠生線
  - 山口県道10号山口福栄須佐線・山口県道13号萩津和野線重複

## 周辺の名所
- 森田家住宅（国の重要文化財）
- 大板山たたら製鉄遺跡